# Gäddgölen (Svinhults socken, Östergötland)
Gäddgölen är en sjö i Ydre kommun i Östergötland och ingår i Motala ströms huvudavrinningsområde.